# Alexander Löbbecke

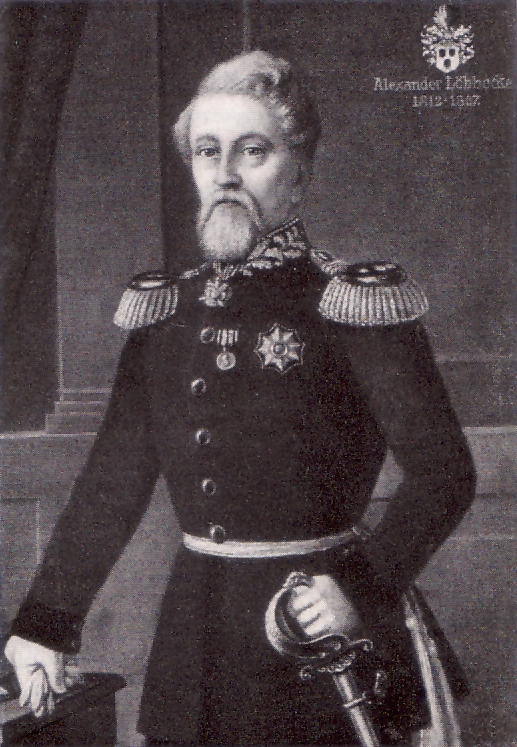
Alexander Löbbecke

Friedrich Robert Alexander Löbbecke (* 17. August 1812 in Iserlohn; † 23. Dezember 1867 ebenda) war Offizier und Unternehmer in Iserlohn. Er stammt aus der alteingesessenen Rats- und Kaufmannsfamilie Löbbecke, die schon im 14. Jahrhundert in Iserlohn lebte. Sein Vater war Johann Wilhelm Löbbecke, sein Bruder hieß Hermann (1817–1893).
Löbbecke war Inhaber der Firma J. H. Schmidt Söhne, Landwehroffizier und Mitglied des Iserlohner Bürgerschützenvereins (IBSV). Von 1851 bis 1867 war Löbbecke Präsident der Handelskammer.
1848 verstärkte er die Landwehrtruppen. Im Mai 1849 kam es im Rahmen der Märzrevolution zum Aufstand der Landwehrtruppen und Plünderung des Zeughauses. Während des Aufstands schaffte Löbbecke es, die Gemüter zu beruhigen und wenige Tage später die Stadt ohne Verluste den preußentreuen Truppen zu überlassen.
1862 initiierte Löbbecke die Fusion des Infanterie- und des Kavalleriecorps des IBSV. Am 8. August 1862 kaufte er ein Grundstück auf dem Ackenbrock für 15.000 Taler und ließ 1862/1863 für den IBSV Schützenhalle, Schießstand und Wirtschaftsräume errichten. Ihm zu Ehren wurde diese Gegend am Ackenbrock „Alexanderhöhe“ getauft. Dort verläuft auch die Alexanderstraße, im Parktheater gibt es einen Alexander-Löbbecke-Saal.
Alexander Löbbecke war mit Ida Ebbinghaus, Tochter des Königlichen Kommerzienrates Carl Ebbinghaus verheiratet.